# Yllenus elegans
Yllenus elegans är en spindelart som först beskrevs av Kroneberg 1875.  Yllenus elegans ingår i släktet Yllenus och familjen hoppspindlar. Inga underarter finns listade i Catalogue of Life.